# Dacryopinax formosus
Dacryopinax formosus är en svampart som beskrevs av Courtec. & Lowy 1990. Dacryopinax formosus ingår i släktet Dacryopinax och familjen Dacrymycetaceae.   Inga underarter finns listade i Catalogue of Life.